# 田部井氏
田部井氏（ためがいし）は、上野国新田郡新田荘田部井郷を本拠とした清和源氏岩松氏（新田氏/足利氏）の一族。
詳細な時期は定かではないが、「たべい」と読むようになってからは日が浅い。古書には「田井」や「多目井」「為谷」「為我井」の表記などもある。現在では同地の屋敷跡が「館濠屋敷跡」として保存されている。

## 家系
岩松時兼の四男の田部井経氏が新田荘田部井郷（現在の群馬県伊勢崎市田部井（現在の読みは「たべい」）町）に居を構えたことから田部井氏を名乗り始める。以降の田部井氏は岩松本家とともに足利尊氏に従ったという。